# 可控核聚變

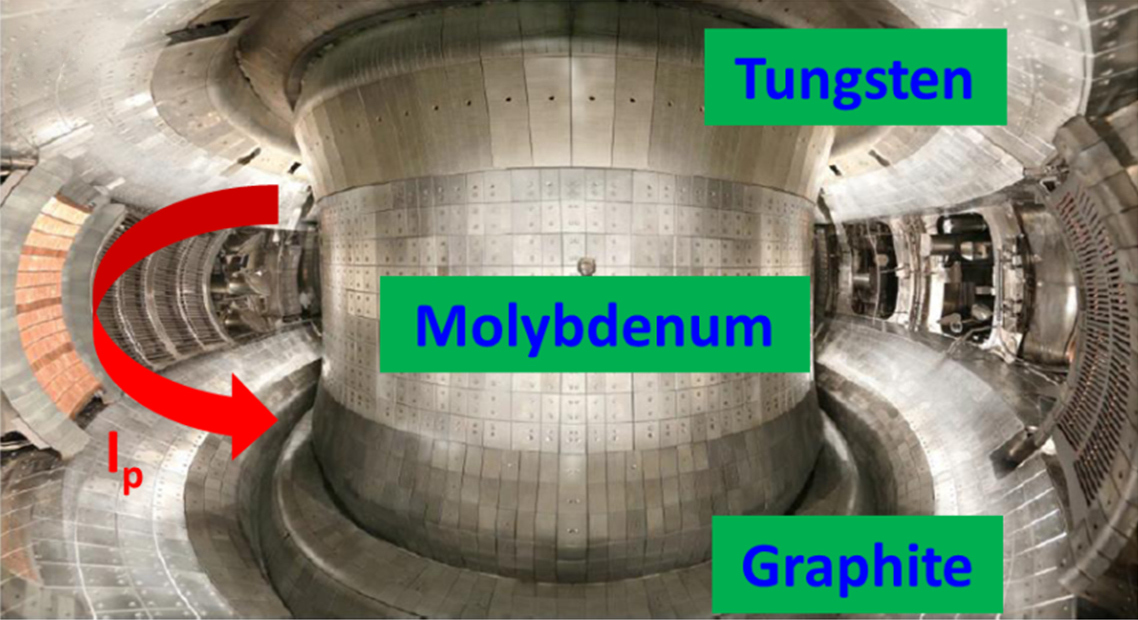
托卡马克，现有的可控核聚变反应堆方案之一

可控核聚變，即核聚变能源，指在人工控制之下利用核融合产生能量。核聚变反应是一种结合两个较轻核子产生较重核子的能量反应。合并时，部分质量丧失转换为能量（質能等價）。融合能主要研究如何驾驭这个反应，以及作为大规模可持续能源的来源。
几乎所有针对大规模商业应用（commercial proposals）提出的方案，热量都由受控核聚变产生的中子散射提供，与现今核电厂、火力发电厂提供给蒸汽涡轮发动机发电原理相同。
核聚变过程需要燃料以及足够的温度、压力和维持时间，才能形成可以进行核聚变的等离子体。这些条件结合起来可以构成一个产生能量的系统，即所谓的劳森标准（Lawson criterion）。劳森标准即核聚变能量实现的一个标准，说明了为了使核聚变反应能够持续进行并产生能量，需要达到一定的温度、密度和持续时间的组合。在恒星中，氢是最常见的燃料，重力提供了非常长的约束时间，满足了产生聚变能的需求。目前设计中的核聚变反应堆通常使用重氢同位素，如氘和氚（尤其是这两者的混合物），它们相较于普通的氢同位素更易发生反应，因此能在较温和的条件下满足劳森标准。大多数设计目标是将燃料加热至大约1亿开尔文，也因此对可靠的设计提出了巨大挑战。氚在地球上极为稀有，且半衰期仅为约12.3年。因此，在设想中的聚变反应堆（即增殖反应堆）运行过程中，会利用中子通量作用于氦冷却卵石床（HCPB），以产生氚，完成燃料循环。
作为动力源，核聚变相比核裂变有诸多潜在优势，包括较少的运行过程中的放射性、几乎不产生高放射性核废料、充足的燃料供应（如氚孕育或某种非中子燃料形式），以及更高的安全性。然而，同时达到必须的温度、压力和维持时间的条件已被证实存在实践和经济上的挑战。第二个问题是管理反应过程中释放的中子：长时间的中子照射会导致反应器内部的许多材料削弱退化。
研究人员已经探索了各种聚变约束方案。早期重点研究了三种主要系统：z-夹（z-pinch）、仿星器和磁镜。目前主要的设计包括托卡马克和激光惯性约束（ICF）。这两种设计均在进行大规模研究，其中最著名的有法国的热核实验反应堆托卡马克和美国的国家点火装置（NIF）激光器。研究人员还在探索其他可能的低成本设计方案。他们也对磁化目标聚合和惯性静电约束以及恒星器的新变体越来越感兴趣。
2022年12月5日，美國勞倫斯利佛摩國家實驗室（LLNL）首次實現能量淨收益的可控核聚變。該實驗通過192道雷射聚焦目標提供 2.05 兆焦耳的能量，從而超過聚變閾值，產生 3.15 兆焦耳的聚變能量輸出。

## 背景

### 机制
当两个或多个原子核靠得足够近且持续足够长的时间，核力超过静电力，便会引发聚变反应，生成更重的原子核。对于重于铁-56的原子核，该反应是吸热的，需要外部能量输入；而对于铁-56以下的原子核，该反应是放热的，聚变过程中释放能量。氢原子核只含一个质子，因此在所有燃料中，它聚变所需的能量最低，同时也能产生最多的净能量。此外，氢因只有一个电子，故最易被完全电离。
原子核间的斥力（静电作用）作用范围大于强作用力，后者的有效范围约为一飞秒（约等于一个质子或中子的直径）。为了启动核聚变，燃料原子必须获得足够的动能来相互靠近，使得强作用力能够克服静电排斥。这也是指库仑势垒，指燃料原子靠近所需的动能数量。为了达到这种能量，可以通过加热原子到极高温度或在粒子加速器中加速原子。
当原子被加热到超过其电离能时，它会释放电子，释放的结果就是裸核，我们称之为离子。这个过程形成的等离子体是一个由离子和曾与它们结合的自由电子组成的热云。因为电荷被分离，等离子体具有电导性和可以被磁场控制的特性。这种特性被一些核聚变装置用来约束高温粒子。

## 等离子体行为
等离子体是一种能导电的电离气体。大多数情况下，等离子体是用磁流体力学建模的，磁流体力学是控制流体的纳维-斯托克斯方程与控制磁场和电场行为的麦克斯韦方程的结合。核聚变利用了等离子体的若干特性，包括：
1. 自组织等离子体能传导电场和磁场。等离子体的运动会产生磁场，而磁场又能反过来容纳等离子体[7]。
2. 抗磁离子体能产生自己的内部磁场。这可以排斥外部施加的磁场，使其抗磁[8]。
3. 当等离子体从低密度磁场移动到高密度磁场时，磁镜可以反射等离子体[9]。

## 融合約束方案

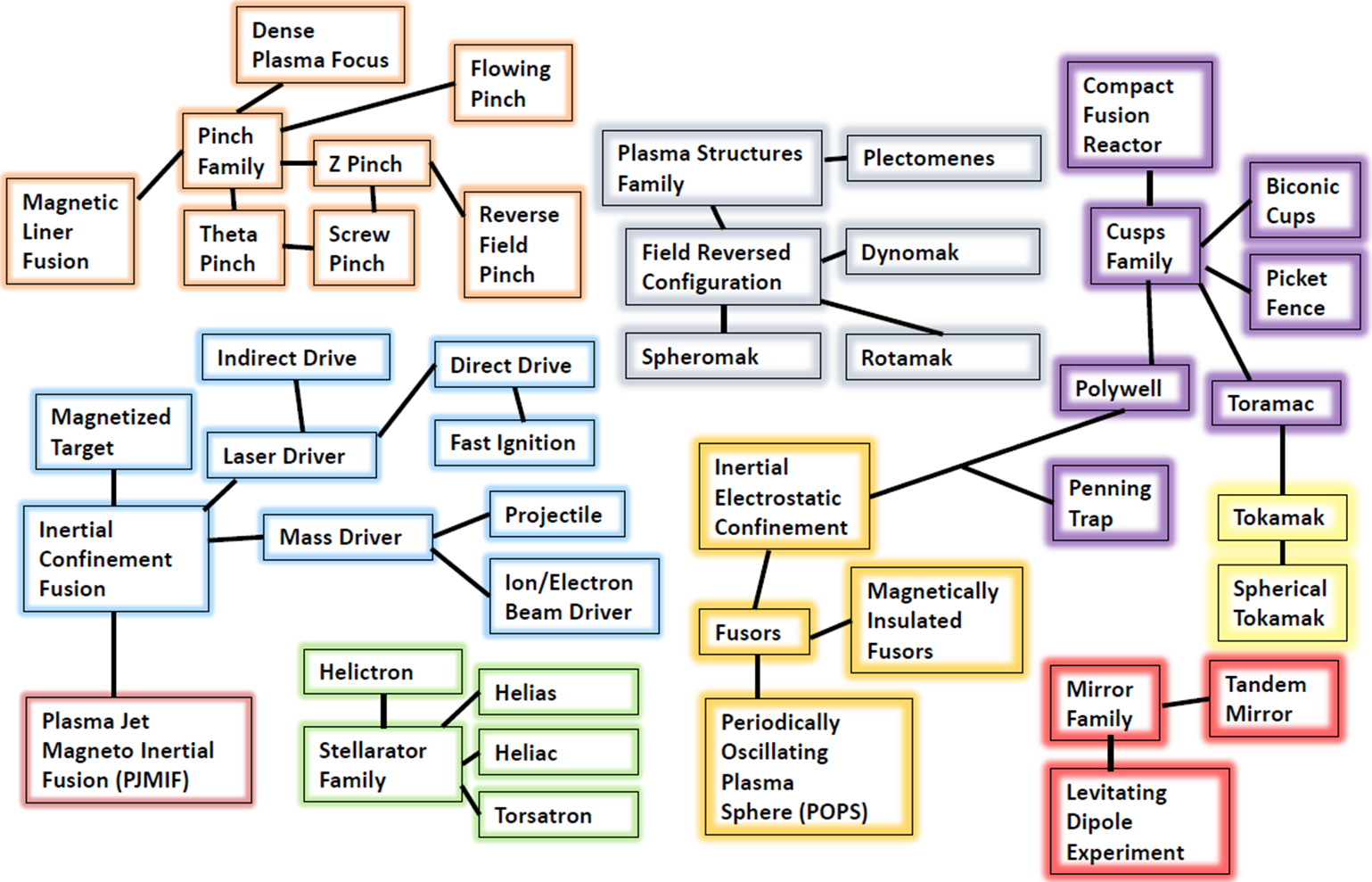
以顏色分類的融合方法：橘色：箍縮家族（Pinch Family）、紅色：磁鏡家族、紫色：尖點系統（Cusp Systems）、綠色：托卡馬克與仿星器、灰色：電漿結構、深黃色：慣性靜電約束（IEC）、藍色：慣性局限融合（ICF）和深粉紅色：電漿射流磁慣性融合（Plasma Jet Magneto Inertial Fusion，PJMIF）。

### 磁局限
- 托卡馬克
- 球狀托卡馬克（英语：Spherical tokamak）
- 仿星器
- 內部環：懸浮偶極
- 磁鏡
- 崎嶇環（英语：Bumpy torus）
- 逆轉磁場配位（英语：Field-reversed configuration）
- 球形馬克（英语：Spheromak）
- 反向場箍縮（英语：Reversed field pinch）

### 慣性局限

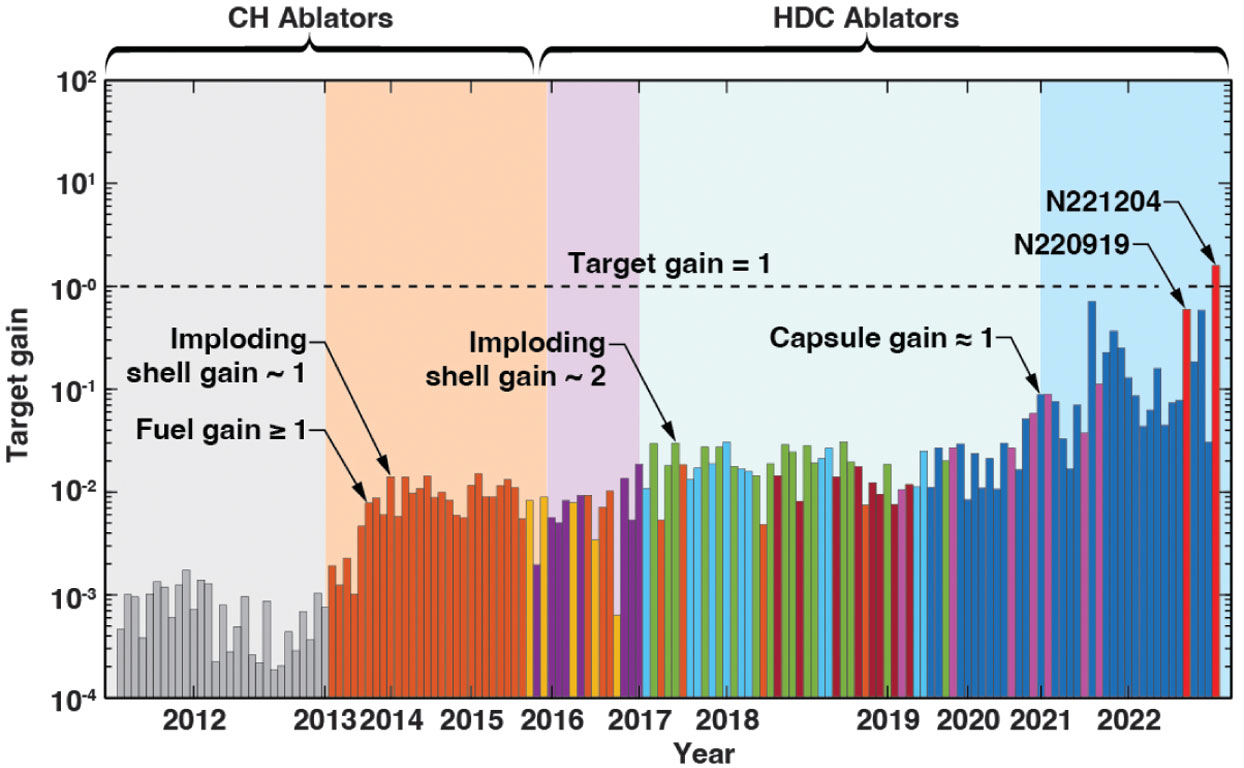
2012年至2022年NIF的結果圖

- 間接驅動[10]
- 直接驅動
- 快速點火[11]
- 磁化內襯慣性核融合
- 離子束[12]
- Z脈衝功率設施

### 箍縮
- Z箍縮（英语：Pinch (plasma physics)）
- 角向箍縮（英语：Theta pinch）
- 螺旋箍縮[13]

### 慣性靜電約束
- Polywell

### 其他非熱核約束
- μ子催化融合
- 晶格約束融合（英语：Lattice confinement fusion）

## 参阅
- 核融合
- 洛克希德馬丁核融合反應爐
- 慣性靜電約束
- 懸浮偶極
- 聚变实验列表
- 星艦
- 釔鋇銅氧（YBCO）— 高溫超導體